# Marcel Falala
Marcel Falala, né le 24 avril 1897 à Charency-Vezin (Meurthe-et-Moselle) et mort le 30 novembre 1960 à Reims (Marne), est un homme politique français.
Il est député (UNR) de la Marne de 1958 à 1960, et adjoint au maire de Reims de 1954 à 1960.

## Un cheminot dans la Résistance
Cheminot, fils de cheminot, Marcel Falala est né dans un département de la Lorraine qui subit de plein fouet la défaite de 1870. Il combat lors de la Première Guerre mondiale, et en revient avec la médaille militaire et la croix de guerre (1914-1918).
Deux autres croix de guerre (1939-1940, 1945), ainsi que la médaille de la Résistance, témoignent de son rôle lors de la Seconde Guerre mondiale, ainsi que dans la Résistance cheminote ; il a été déporté au camp de concentration de Dachau.

## Le politique gaulliste
En 1947, Marcel Falala adhère au RPF, le parti gaulliste d'opposition à la IVe République.
Conseiller général à partir de  1951, il devient, en 1956, premier adjoint du maire MRP, Pierre Schneiter. Une cohabitation difficile commence entre les deux hommes, tant est leur opposition sur l'alliance avec la SFIO et sur le retour politique du général de Gaulle. Cette rivalité traduit également la diversité de l'électorat rémois de la droite et du centre, celui du centre-ville et celui des secteurs plus populaires du gaullisme.
Élu député UNR de la Marne en 1958, il gagne l'année suivante contre son maire les élections municipales, et ce malgré la maladie en menant la liste municipale UNR en deuxième position après Jean Taittinger. Sa mort prématurée l'empêche de terminer le mandat de la législature, son suppléant Roger Raulet lui succède.